# ビジネスブレイン太田昭和
株式会社ビジネスブレイン太田昭和（ビジネスブレインおおたしょうわ、英: BUSINESS BRAIN SHOWA・OTA INC.）は、経営及びシステムコンサルティング、ビジネスシステム開発を事業とする株式会社である。
同じく「太田昭和」を名乗った太田昭和監査法人は設立時の出資元であり、のちに資本関係がなくなり、太田昭和監査法人がEY新日本有限責任監査法人となった平成後半においてもビジネス上の関係は維持されている。

## 沿革
出典：
- 1967年（昭和42年）8月 - 会社設立。
- 1973年（昭和48年）
  - 1月 - 株式会社ビジネスブレイン昭和（BBS）に商号変更。
  - 10月 - 株式会社インプット・サービス昭和を設立。
- 1978年（昭和53年）2月 - 株式会社静岡県医療情報センターを設立。
- 1982年（昭和57年）1月 - 本社を東京都千代田区内幸町に移転。
- 1984年（昭和59年）8月 - 株式会社ホスピタル・ブレイン昭和（HBS）を設立。
- 1986年（昭和61年）10月 - 株式会社ビジネスブレイン太田昭和に商号変更。インプット・サービス昭和を株式会社アイ・エス・エス（ISS）に商号変更。
- 1987年（昭和62年）
  - 5月 - 通産省（現・経済産業省）の支援を受け、汎用監査プログラムを開発。
  - 8月 - 会計システム「ACT-i/N」を開発。
- 1989年（平成元年）12月 - コンサルティング手法「Management SI」を開発。
- 1990年（平成2年）1月 - 経営コンサルティングキーコンセプト「On-Time Management」を開発。
- 1991年（平成3年）
  - 4月 - 会計システム「ACT-90」を開発。
  - 5月 - 国際会計システム「ACT-II」を開発。
  - 11月 - JASDAQ上場。
- 1992年（平成4年）10月 - 株式会社ギャブコンサルティング（GAB）を設立。
- 1993年（平成5年）3月 - 通産省システムインテグレーション登録認定。
- 1997年（平成9年）11月 - 株式会社ファイナンシャルブレインシステムズ（FBS）を設立。
- 1999年（平成11年）7月 - 国際会計基準対応ソリューション「ACT-CS」を開発。
- 2000年（平成12年）4月 - 静岡県医療情報センターとホスピタル・ブレイン昭和を統合し、株式会社ミックス（MICS）に商号変更。グローバルセキュリティエキスパート株式会社（GSX）を設立。
- 2001年（平成13年）5月 - アイ・エス・エスを株式会社アドック（Adhoc）に商号変更。
- 2002年（平成14年）4月 - 株式会社イー・ワイ・アウトソーシングサービス（EYOS）を設立。
- 2003年（平成15年）6月 - Web化対応業務アプリケーション開発支援システム「MBB」を開発。
- 2004年（平成16年）
  - 4月 - イー・ワイ・アウトソーシングサービスを株式会社EOSに商号変更。
  - 10月 - 株式会社アドファインを設立。
  - 12月 - 株式会社PLMジャパン（PLMJ）を設立。
- 2005年（平成17年）10月 - 新会計パッケージシステム「ACT-NetPro」および地方独立行政法人向け会計システム「ACT-ion」を開発。
- 2006年（平成18年）2月 - 日立ソフトウェアエンジニアリング株式会社（現・日立ソリューションズ）と資本・業務提携。
- 2007年（平成19年）
  - 3月 - 公共システム本部においてJIS Q 27001：2006（ISO/IEC27001：2005）を取得。
  - 4月 - 内部統制支援パッケージ「ICソリューションシリーズ」を開発。
- 2008年（平成20年）12月 - アドックが株式会社パナッシュの事業を譲受。
- 2010年（平成22年）
  - 2月 - 株式会社アドックが会社分割を実施、株式会社アイ・エス・エス（ISS）を新設。
  - 4月 - アドックを株式会社パナッシュ（PANACHE）に商号変更。ファイナンシャルブレインシステムズが株式会社アドファインを吸収。
  - 6月 - 本社を東京都港区南麻布に移転。
- 2011年（平成23年）
  - 1月 - 株式会社ギャブコンサルティングを吸収。
  - 9月 - 会計情報のシステム間連携を統合するデータ連携ソリューション「仕訳HUBソリューション」を開発。
  - 12月 - EOSとパナッシュが合併、株式会社EPコンサルティングサービス（EPCS）に商号変更。
- 2012年（平成24年）
  - 5月 - 本社を東京都港区西新橋に移転。
  - 12月 - シンガポール支店を開設。
- 2013年（平成25年）
  - 5月 - JFEシステムズ株式会社と資本・業務提携。
  - 10月 - 中国進出日系企業向け会計管理サービス基盤「仕訳HUBクラウド＆CFO代行サービス」を開始。
- 2014年（平成26年）
  - 6月 - マネージメントサービス（BPO）事業の拠点として熊本BPOセンターを開設。タイに現地法人「BBS（Thailand）Co.,Ltd.」を設立。
  - 9月 - 株式会社テクノウェアシンク（TEC）の株式を取得、子会社化。
  - 11月 - JASDAQから東証二部へ市場変更。
- 2015年（平成27年）
  - 2月 - 熊本BPO第2センターを開設。
  - 8月 - 東証一部指定銘柄となる。株式会社プロネクサスと業務提携。
  - 9月 - グループ経営基盤構築のための新会計ソリューション「ACT-Potentia」を開発。
  - 11月 - 株式会社セゾン情報システムズと業務提携。
- 2016年（平成28年）
  - 1月 - 株式会社BBSアウトソーシング熊本（BOK）を設立。熊本BPO第3センターを開設。
  - 2月 - 株式会社BBSアウトソーシングサービス（BOS）の株式を取得、子会社化。
  - 6月 - ベトナムに現地法人「BUSINESS BRAIN SHOWA-OTA VIETNAM CO.,LTD.」を設立。
  - 11月 - アドバンス・ビジネス・ダイレクションズ株式会社と資本・業務提携。
- 2017年（平成29年）
  - 2月 - グローバルセキュリティエキスパート株式会社の株式を取得、子会社化。
  - 4月 - RPAテクノロジーズ株式会社と業務提携。
  - 8月 - 創立50周年を迎える。
  - 10月 - 熊本BPO第4センターを開設。
  - 12月 - 株式会社野村総合研究所、株式会社シイエヌエスとの合弁会社・ニュー・リレーション・インフォ・ビズ株式会社を設立。
- 2018年（平成30年）12月 - 日本ペイメント・テクノロジー株式会社（PTJ）の株式を取得し、子会社化。
- 2019年（令和元年）10月 - 株式会社テクノウェアシンクと株式会社アイ・エス・エスが合併。
- 2021年（令和3年）
  - 9月 - 株式会社ジョイワークス（JW）の株式を取得し、子会社化。
  - 12月 - 本社を日比谷フォートタワーに移転。

## 主要営業所
出典：
- 大阪支店
- 名古屋支店
- 静岡支店
- アウトソーシングサービス事業部
- シンガポール

## 関係会社
出典：
- BBS（Thailand）Co.,Ltd．
- BUSINESS BRAIN SHOWA-OTA VIETNAM CO.,LTD.
- 株式会社ファイナンシャルブレインシステムズ
- グローバルセキュリティエキスパート株式会社
- 株式会社ジョイワークス
- 株式会社PLMジャパン
- 株式会社BBSアウトソーシング熊本
- 株式会社BBSアウトソーシングサービス
- 株式会社EPコンサルティングサービス
- 株式会社ミックス
- 日本ペイメント・テクノロジー株式会社
- 株式会社テクノウェアシンク